# 圣安妮 (奥尔德尼)
圣安妮（英語：Saint Anne）是奥尔德尼的首府和主要城镇。圣安妮的建立可以追溯到15世纪 。